# Bouddha en fer du temple de Jokjo

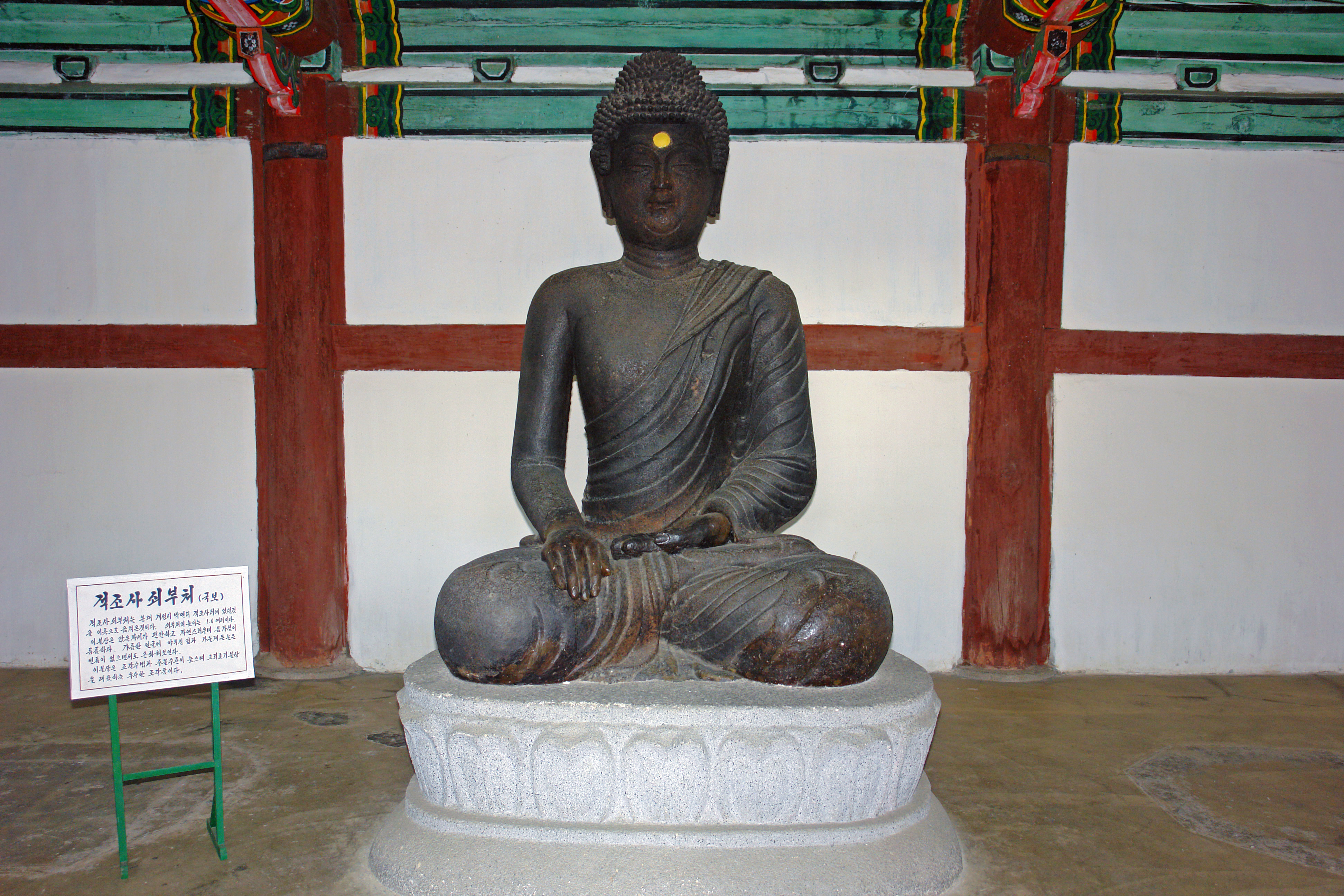

Le Bouddha en fer du temple de Jokjo est conservé au musée de Koryo à Kaesong, en Corée du Nord. La statue du Bouddha est située dans la salle d'exposition numéro trois dans le complexe du temple Kyesong du musée. La statue a été enlevée du temple de Jokjo qui se trouve dans le village de  Pakyon-ri près de Kaesong. C'est l'un des trésors nationaux de la Corée du Nord.

## Histoire
La statue en fer représente un Bouddha assis (appelé 적 조사 쇠 부처 ou ch'ŏlbul) et pèse plus d'une tonne. Elle date de l'époque du royaume de Koryo (918-1392). Elle a été transportée en 1925 depuis le temple de Jokjo jusqu'au musée du palais Gyeongbokgung à Séoul. En septembre 1935, elle est revenue au musée provincial de Kaesong où elle a été placée dans la salle d'exposition principale. Des photos existent de la statue avec les deux mains cassées (prises vers 1935 et à nouveau dans les années 1950) quand elle était posée sur un haut piédestal. Le Bouddha repose maintenant au musée de Koryo avec les deux mains restaurées, assis sur un socle de granit plus bas et moins décoré.